# Laotische Felsenratte
Die Laotische Felsenratte, laot. Kha-Nyou (Laonastes aenigmamus) ist eine Nagetierart, die erst im Jahr 2005 wissenschaftlich beschrieben wurde. Sie lebt in Laos und Vietnam und ist mit keiner anderen lebenden Nagerart näher verwandt. Sie ist der einzige rezente Vertreter der Familie der Diatomyidae, deren übrige Vertreter seit elf Millionen Jahren ausgestorben sind.

## Beschreibung
Die Laotische Felsenratte ähnelt äußerlich einem Hörnchen. Die Beine sind kurz, der Schwanz ist dicht behaart. Auffallend ist der große, abgerundet wirkende Schädel sowie der charakteristische watschelnde Gang. Das Fell dieser Tiere ist dunkelgrau oder schwarz gefärbt. Sie erreichen eine Kopfrumpflänge von rund 26 Zentimetern, eine Schwanzlänge von 14 Zentimetern und ein Gewicht von rund 400 Gramm.

## Verbreitung und Lebensweise
Laotische Felsenratten waren ursprünglich nur aus der Provinz Khammouan im südlichen Laos bekannt, wo sie in einer Region aus verkarstetem Kalkstein leben. 2012 wurden sie auch im vietnamesischen Nationalpark Phong Nha-Ke Bang nachgewiesen. Sie sind vermutlich nachtaktiv und ernähren sich von Blättern, Samen und Gräsern. Möglicherweise verzehren sie in geringem Ausmaß auch Insekten.
Von der IUCN werden sie als nicht gefährdet („Least Concern“) eingestuft.

## Entdeckungsgeschichte
Die örtliche Bevölkerung wusste schon länger von der Existenz dieser Tiere, die sie Kha-Nyou nannte und wegen ihres Fleisches jagte. Auf einem Markt in Khammouan entdeckten westliche Wissenschaftler erstmals Kadaver dieser Tiere, die dort gegrillt zum Verzehr angeboten wurden. Morphologische und DNA -Untersuchungen zeigten, dass die Tiere mit keiner anderen Nagetierart näher verwandt sind. Im Jahr 2005 erhielten sie den wissenschaftlichen Namen Laonastes (‚Felsenbewohner‘) aenigmamus (‚rätselhafte Maus‘).
2006 gelang es David Redfield, einem emeritierten Professor der Florida State University, erstmals ein lebendiges Exemplar zu fangen und zu filmen. Es erwies sich als sehr zutraulich.

## Systematik
Nach ihrer Entdeckung wurde die Laotische Felsenratte in eine neue Familie, die Laonastidae, eingeordnet. Während neue Säugetierarten regelmäßig entdeckt werden, war eine neue Säugetierfamilie eine Sensation: die letzte neuentdeckte Familie war die Schweinsnasen-Fledermaus (Craseonycteris thonglongyai), die die monotypische Familie der Craseonycteridae bildet und im Jahr 1974 wissenschaftlich beschrieben wurde. Aufgrund morphologischer und genetischer Untersuchungen wurde die Laotische Felsenratte der Unterordnung der Stachelschweinverwandten (Hystricomorpha) zugeordnet, als deren urtümlichster Vertreter sie galt.
Im Jahr 2006 untersuchten Mary R. Dawson und andere die Beziehungen zu fossilen Nagetiertaxa; dabei wurde entdeckt, dass diese Tiere zu den Diatomyidae gehören, einer bis dahin als ausgestorbenen angesehenen Nagetiergruppe, deren zuvor bekannte Vertreter vom frühen Oligozän (vor 32 Millionen Jahren) bis in das Miozän (vor 11 Millionen Jahren) in Asien lebten. Das Auftauchen einer als ausgestorben geglaubten Art oder eines Vertreters einer ausgestorben geglaubten Familie wird als Lazarus-Effekt bezeichnet.
Die Beziehungen der Diatomyidae zu anderen Nagetiertaxa sind immer noch umstritten. Genetische Untersuchungen sprechen eher für ein Verwandtschaftsverhältnis zu anderen altweltlichen Stachelschweinverwandten wie den Afrikanischen Felsenratten oder den Sandgräbern. Im Gegensatz dazu argumentierte Dawson, der Unterkiefer ähnle dem der Hörnchenverwandten. Ein Nahverhältnis zu den Kammfingern wurde vorgeschlagen, in anderen Systematiken werden die Diatomyidae in die Dornschwanzhörnchenverwandten eingegliedert. 2007 wurde erneut das Naheverhältnis zu den Kammfingern anhand einer breiteren molekularbiologischen Analyse bestätigt und die Laotische Felsenratte wurde als Schwesterart der Kammfinger identifiziert, wobei die Trennung beider Taxa auf etwa 44 Millionen Jahre geschätzt wurde.